# Кассіль Лев Абрамович
Лев Абрамович Кассі́ль (рос. Лев Абрамович Кассиль; 1905—1970) — російський радянський письменник, член-кореспондент АПН СРСР (1965). Лауреат Сталінської премії третього ступеня (1951).

## Життєпис
Народився в Покровській слободі (зараз м.Енгельс Саратовської області). Закінчив три курси фізико-математичного факультету Московського державного університету. Займався журналістикою. Друкувався з 1925. Багато працював у галузі документального кіно, присвятивши ряд своїх сценаріїв спорту.
Автор сценаріїв стрічок: «Воротар» (1936, у співавт.), «Брат героя» (1940), мультфільму «Два жадібних ведмедика» (1954). В Україні за його сценаріями у співавторстві з Л. Юдіним знято кінокартини: «Будьониші» (1935), «Кондуїт» (1936) i «Друзі з табору» (1938), а за однойменною повістю письменника режисер В. Попков створив стрічку «Будьте напоготові, ваша Високість!» (1978).
Нагороджений орденами «Знак Пошани» (1939), Трудового Червоного Прапора, Червоної Зірки, медалями.
Був членом Спілки письменників Росії.
Помер 21 червня 1970 у Москві.

## Твори
- 1928—1931 — «Кондуїт і Швамбранія» — автобіографічна повість
- 1949 — «Вулиця молодшого сина» (разом із М. Поляновським)